# مطبخ نمساوي
يتميز المطبخ النمساوي بأنه يجمع بين أذواق البلاد المجاورة مثل إيطاليا والمجر ,ألمانيا ويوغوسلافيا. فقد حكمت إمبراطورية النمسا أجزاء من تلك البلاد وتأثرت بطرق الطهي فيها، وأعطت من طرفها إلى تلك البلدان حيث كان طهاة القصر يهتمون بابتكار أكلات جديدة تعجب الملوك والأمراء.

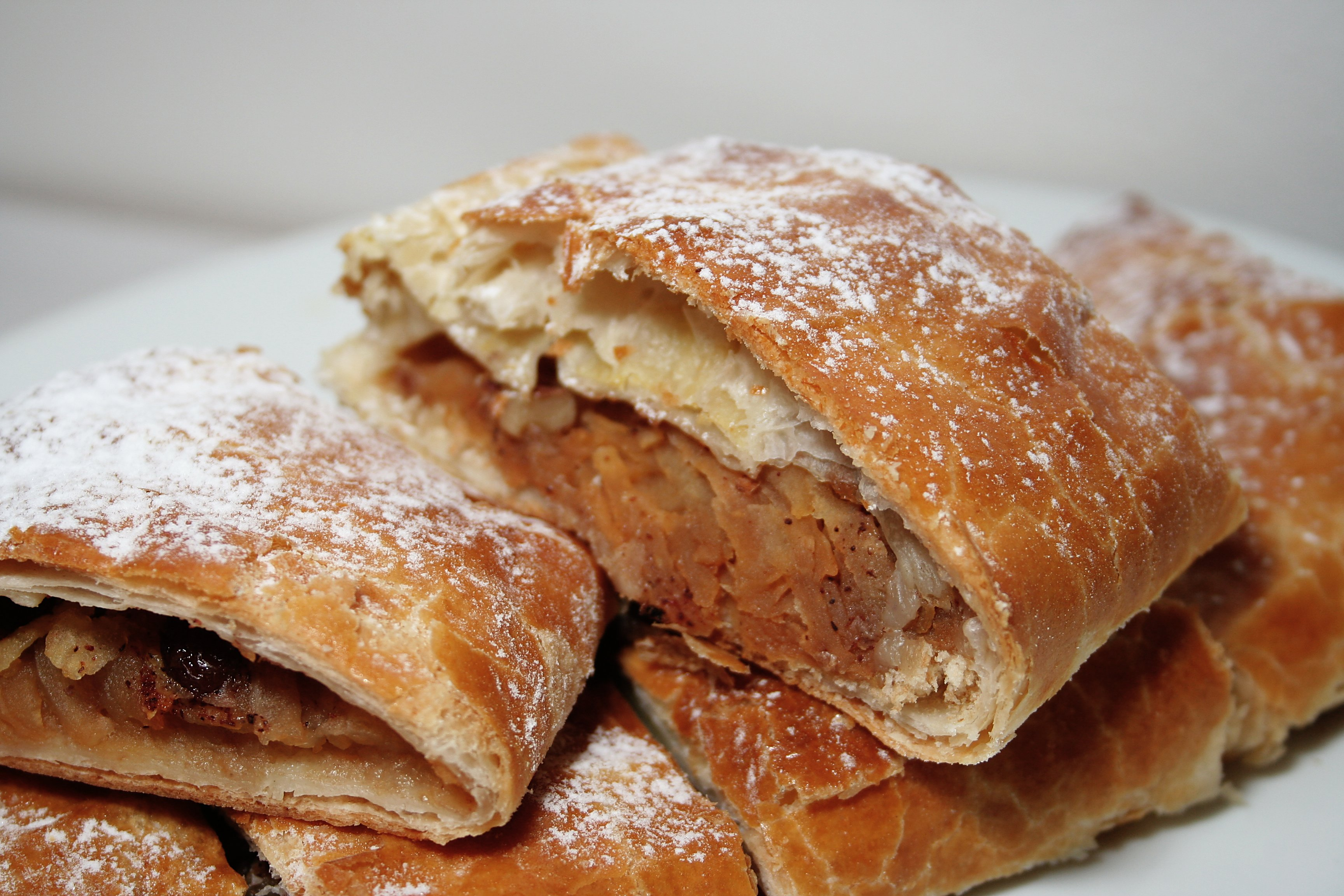
كيكة التفاح الملفوفة "أبفلشترودل ".

ويعتقد ان طريقة عمل الفينار شنيتسيل، وهو لحم عريض رقيق يغطس في الدقيق ثم البيض ثم البقسماد، ثم يُقلى في الزبد، ويؤكل مع البومفريت (قطع البطاطس الطولية المحمرة على الطريقة البلجيكية)، يعتقد أن مصدر الفينار شنيتسيل أصلا من ميلانو إيطاليا خلال القرن السادس عشر.
وتعتبر طريقة الطبخ في فيننا هي طريقة الطهي الغالبة في النمسا ولكن توجد فروق للطهي بين مناطق النمسا المختلفة.

## اللحم
اللحوم الأكثر شعبية في النمسا هي لحم الخنزير ولحم البقر والدجاج. يتم إجراء شريحة فينر الشهيرة تقليديا من لحم العجل. ويستخدم على نطاق واسع ولا سيما لحم الخنزير، مع العديد من الأطباق باستخدام فضلات وأجزاء مثل الخطم والكوارع. الجزارين النمساوية استخدام عدد من تخفيضات خاصة من اللحوم، بما في ذلك تافيلسبيتز (لحوم البقر)، وFledermaus (لحم الخنزير)، واسمه لشكله الذي يشبه الخفاش. المطبخ النمساوي لديه العديد من النقانق مختلفة، مثل فرانكفورتر، كرينر ورست من كارنيولا (كرين)، Debreziner (سميت ديبريسين في المجر)، أو Burenwurst، أدلى Blunzn من الخنزير الدم وGRÜNE Würstl - النقانق الخضراء. الأخضر يعني الخام في هذا السياق - النقانق هي الهواء المجففة وتستهلك المغلي. ويسمى لحم الخنزير المقدد في النمسا شبيك، لحم الخنزير المقدد ويمكن يدخن، الخام، والمملحة، ويستخدم متبل الخ بيكون في العديد من الوصفات التقليدية كتوابل المالحة. Leberkäse هو رغيف اللحم المحفوظ، ولحم الخنزير ولحم الخنزير المقدد، أنه لا يحتوي على أي من الكبد أو الجبن على الرغم من الاسم. Vanillerostbraten هو طبق لحم البقر أعدت مع الكثير من الثوم.

## القهوة

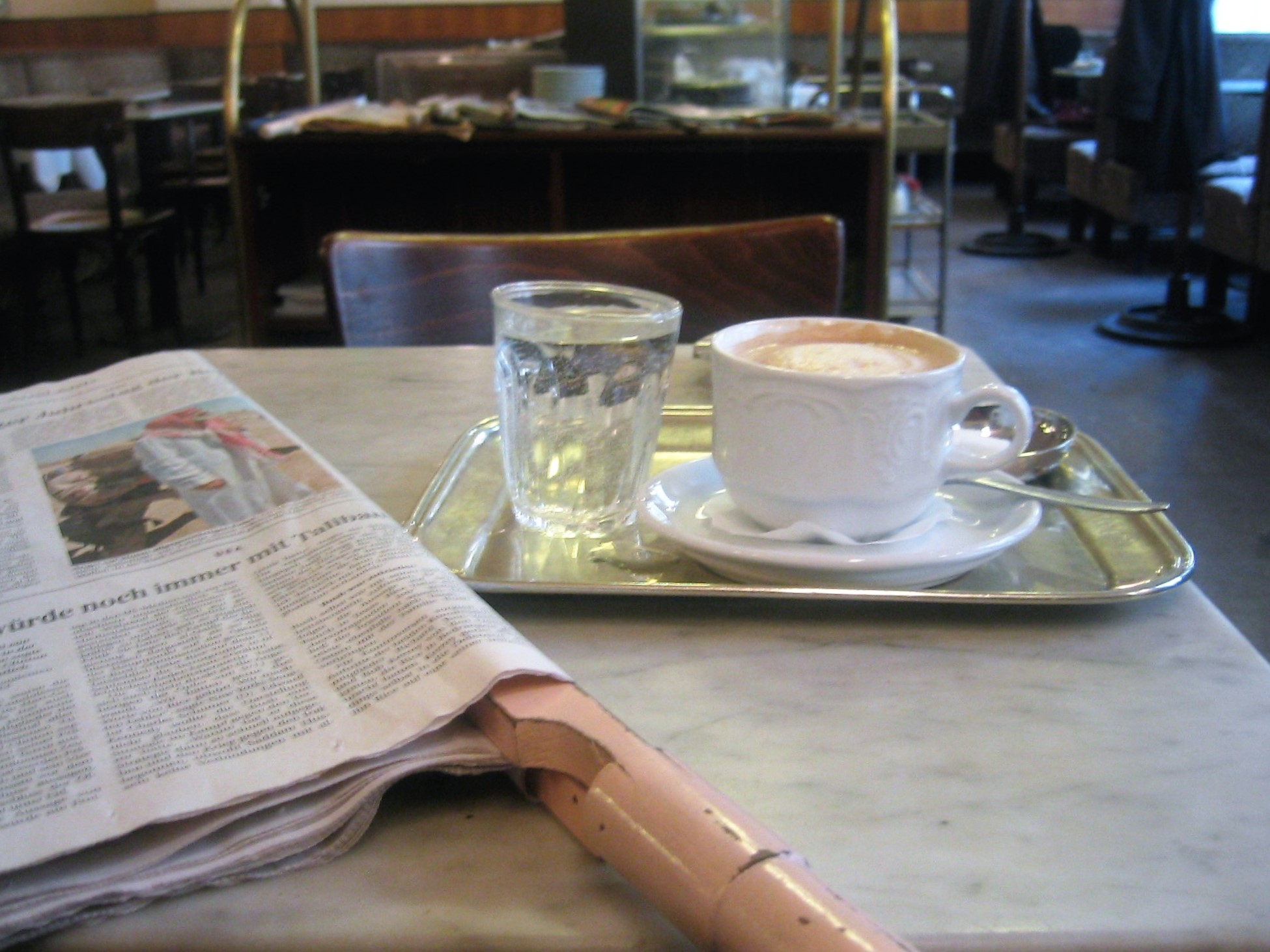
مقهي للإفطار والتسامر وقراءة الصحف.

تعتبر القهوة رئيسية في الإفطار، وهي تعد في النمسا بطرق مختلفة باللبن أو بدون اللبن. وتعتبر النمسا من أوائل البلاد الأوروبية التي عرفت القهوة عن طريق الأتراك الذين غزوا الجزء الشرقي من النمسا حتى وصلوا إلى مشارف العاصمة فيينا، لعاصمة لمدة طويلة. فكان هذا نتيجة التلاحم بين الثقافتين الغربية والشرقية، ونشوء المقاهي في فيينا قبل أنتشارها في القارة الأوروبية.
تتميز المقاعي في فيينا بطابعها الخاص، وتقوم بتقديم أنواعا من الكيك بالشوكولاتة (ساخار تورته) وكيك التفاح الملفوف الشهيرة ب "أبفلشترودل"، وغيرها.

## الحلويات

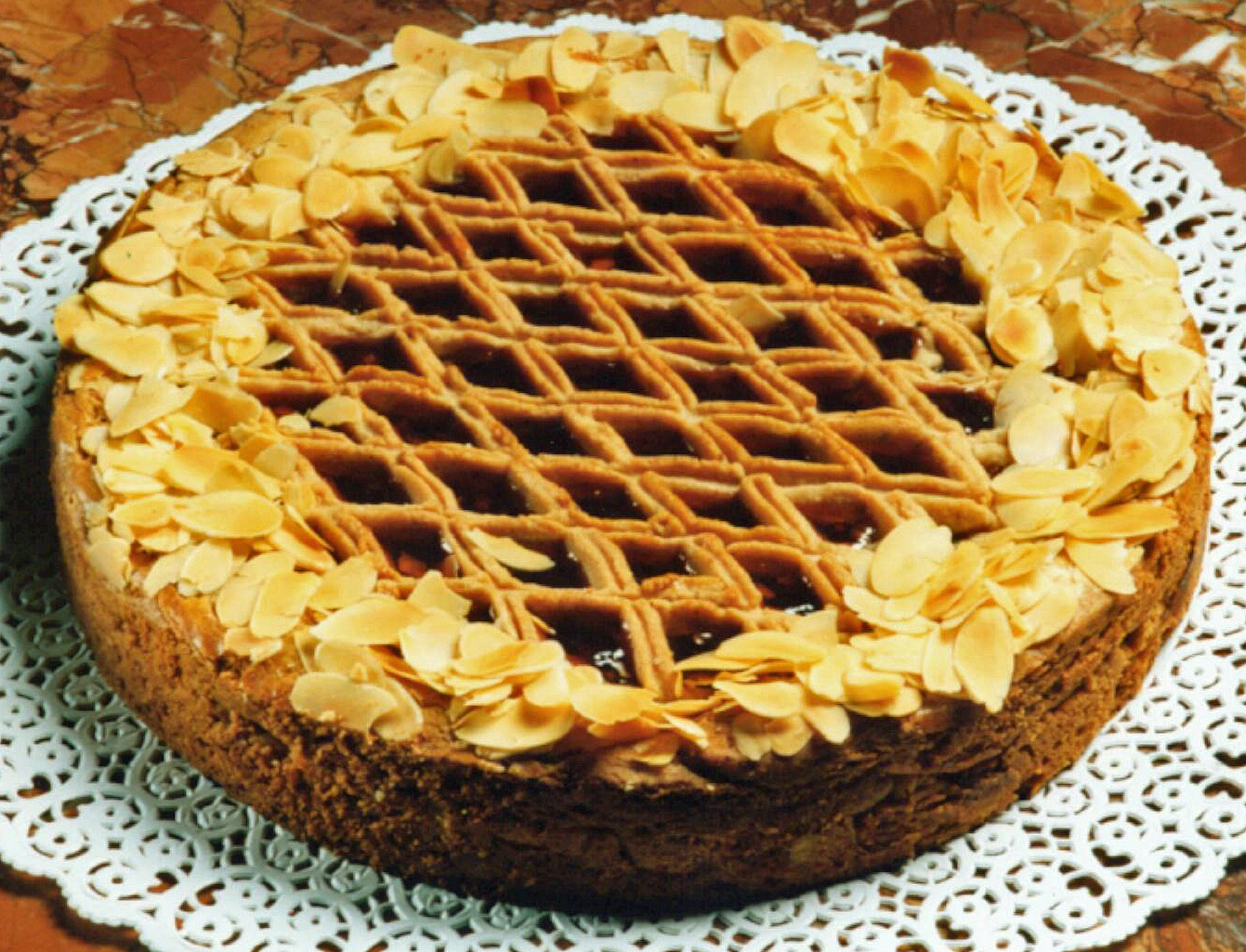
كعكة لينزر.

الكعك والحلويات النمساوية هي سمة معروفة من مطبخه. ربما الأكثر شهرة هي ، كعكة الشوكولاته مع ملء مربى المشمش، وتؤكل عادة مع قشدة. بين الكعك مع أطول التقليد هو [تورت لينزر. وتشمل المفضلة الأخرى بنكهة الكراميل Dobos تورت والطبقات بدقة استرهازي تورت، واسمه تكريما للأمير استرهازي (سواء القادمة من المجر خلال الإمبراطورية النمساوية المجرية)، فضلا عن عدد من الكعك المصنوع من الفواكه الطازجة وكريم. Punschkrapfen هو المعجنات النمساوية الكلاسيكية، كعكة مليئة فتات كعكة الشوكولاته نوجا، مربى المشمش ثم ينقع مع الرم.

## الوجبات الخفيفة
الأغذية المستهلكة في بين الوجبات وهناك أنواع عديدة من السندويشات المفتوحة يسمى belegte Brote أو أنواع مختلفة من النقانق مع الخردل وصلصة الطماطم والخبز، وكذلك السجق شرائح، لفات أو Leberkäse Schnitzelsemmel (لفات مليئة شريحة).
تقليديا يمكنك الحصول على Wurstsemmel (لفة شغلها، عادة، مع Extrawurst نوع خاص من السجق شرائح رقيقة، وغالبا مع شريحة من الجبن ومخلل أو كورنيتشون) في جزار أو في عداد الرهيفة في السوبر ماركت.
هناك أيضا أخرى مشتركة، ولكن غير الرسمية، شهية التي هي نموذجية من المواد الغذائية النمساوية. على سبيل المثال بوسنا أو بوسنا (أ مقانق حار في لفافة هوت دوج) الذي هو جزء لا يتجزأ من القائمة في نموذجية مشتركة للوجبات السريعة في النمسا، والوقوف السجق (Würstelstand). ومعظم النقانق النمساوية تحتوي على لحم الخنزير.